# Мендельсон, Мозес
Мозес Мендельсон (в русских изданиях традиционно: Моисей Мендельсон; нем. Moses Mendelssohn; 6 сентября 1729 — 4 января 1786) — еврейско-немецкий философ, экзегет и переводчик библейских текстов, критик, основоположник и духовный вождь движения хаскала («еврейского просвещения»). Получил прозвище «немецкий Сократ». Идеи Мендельсона оказали огромное влияние на развитие идей немецкого просвещения и движения Реформы в иудаизме в XIX веке.

## Биография
Родился в Дессау (курфюршество Ангальт, адрес: Шпиталь Гассе, 10) 6 сентября 1729 года в бедной еврейской семье. Имена родителей: Менахем-Мендл (1683—1766) и Бейла-Рахель-Сарра (ум. 1756). Получил традиционное еврейское образование под руководством отца, переписчика священных книг Менахема Мендла (работал также меламедом и габбаем) и раввина Давида Гиршеля Френкеля (1707-62), благодаря которому он начал заниматься изучением философии Маймонида. В 1742 году последовал за раввином Френкелем в Берлин. В 1750 году получил место учителя в доме фабриканта-еврея — владельца фирмы по пошиву изделий из шёлка, через некоторое время стал бухгалтером, а затем и совладельцем его предприятия.
С юности Мендельсон стремился углубить свои знания: изучал немецкую литературу, латынь, приобрёл глубокие познания в области естественных наук и философии, в частности учения Лейбница, Вольфа, Локка, Гоббса, Спинозы и Руссо. К этому периоду относятся поэтические опыты Мендельсона на иврите и попытка издания первой газеты на этом языке — «Кохелет мусар» (вышло всего два номера). В дальнейшем Мендельсон писал преимущественно на немецком языке.
Знакомство в 1754 году с Лессингом, начавшееся с общего увлечения шахматами, сыграло решающую роль в судьбе Мендельсона (их дружеское общение за шахматной доской изображено на картине «Визит Лессинга и Лафатера к Мозесу Мендельсону» Морица Даниэля Оппенгейма). Поскольку оба мыслителя были страстно преданы идеалам Просвещения, эта встреча положила начало их продолжительному творческому сотрудничеству. Следует отметить, однако, существование между ними значительных расхождений в понимании идеалов Просвещения. В отличие от Лессинга, полагавшего, что евреи должны культурно ассимилироваться, Мендельсон не был готов отказаться от своего еврейства, веря, что сумеет доказать собственным примером возможность участия еврея в общечеловеческой культуре без утраты им своей национально-религиозной индивидуальности.
Вместе с Лессингом Мендельсон издавал ряд журналов. С самого начала своей литературной деятельности Мендельсон писал статьи на морально-философские и этические темы, а также литературно-критические заметки.
В 1761 году женился на дочери гамбургского торговца Авраама Гугенхайма — Фромет Гугенхайм. Брак был заключен по любви, что тогда случалось нечасто. Фромет рожала десять раз, четверо детей умерли в детстве или младенчестве.
Вместе с Лессингом Мендельсон принял участие в сборнике «Письма о новейшей литературе», где довольно резко раскритиковал позицию самого короля Фридриха II Великого в вопросе о немецкой литературе по сравнению с французской. Ирония ситуации заключалась в том, что еврей Мендельсон защищал немецкую литературу от нападок немецкого короля. Прусский король не забыл эту критику, впоследствии он использовал своё право верховной инстанции, утверждающей приём новых членов в Прусскую академию, и дважды вычёркивал имя Мендельсона, которого Академия была бы рада видеть в числе своих членов, из списка, первый раз это произошло в 1771 году.
В XVIII веке Мендельсон был одним из немногих евреев, которому удалось снискать уважение и признание в учёном мире. Он дружил с философами Гердером и Кантом, писателем Виландом, естествоиспытателем и путешественником Александром Гумбольдтом и его братом Вильгельмом — филологом, философом и языковедом,  Герцем Гомбергом. Он стал примером для многих своих братьев по вере, и берлинская еврейская община гордилась им. Из уважения к Мендельсону община предоставила ему полное освобождение от налогов в 1763 году. Также успешно Мендельсон занимался и коммерцией. Тем не менее, несмотря на его известность в Европе, в Пруссии Мендельсона только терпели, и в Берлине он мог находиться лишь потому, что за него поручился один из так называемых Schutzjude (еврей, пользующийся покровительством местного властителя). Только в 1763 году Мендельсон и сам получил статус Schutzjude. В этом же году работа Мендельсона, поданная на конкурс Прусской Академии Наук, получила первый приз, причём вторым призёром был сам Кант. Заданной темой работы было сравнение надёжности доказательств в философии и математике.

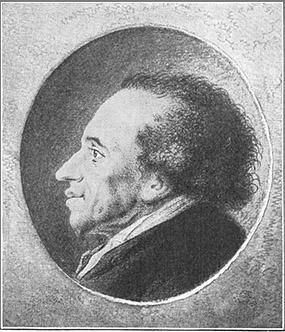
Даниэль Ходовецкий, портрет Моисея Мендельсона

Когда в 1769 году швейцарский христианский теолог Лафатер в открытом письме бросил вызов Мендельсону, предложив опровергнуть доказательства догматов христианства или же — в случае, если он не сможет это сделать — оставить иудаизм и принять христианство, Мендельсон оказался в трудном положении. С одной стороны, в Германии того времени было опасно опровергать официальную религию, с другой, Мендельсон не собирался отказываться от религии предков. Ему удалось выйти из положения, отправив Лафатеру вежливые, хотя и полные иронии письма, в которых он, не сдавая своих позиций верующего еврея, мягко обошёл острые углы проблемы, продемонстрировав таким путём свою мудрость и терпимость. По утверждению Мендельсона, его философские взгляды только укрепляли его религиозные представления, и он продолжал оставаться на позициях иудаизма. Полемика Мендельсона с Лафатером вызвала живой интерес современников и сочувствие к Мендельсону со стороны многих представителей протестантских кругов, под давлением которых Лафатер был вынужден принести Мендельсону публичное извинение.
Диспут с Лафатером дал Мендельсону понять, что, как признанный в Европе человек, он имеет моральную обязанность посвятить себя проблемам европейского еврейства. В письме другу Мендельсон пишет:
После длительных размышлений, я пришел к выводу, что должен посвятить весь остаток моих сил детям и, может быть, значительной части моего народа, дав им в руки лучший перевод и объяснения священных книг, чем они до сих пор имели. Это первый шаг к культуре, от которой мой народ — к сожалению — был так отдалён, что возникло сомнение, а может ли вообще произойти в этом деле какое-либо улучшение.
Используя свои связи, он всячески помогал немецким и иностранным евреям в разрешении различных вопросов, в том числе и тех, которые касались эмансипации гонимого народа. Кроме того, он всеми доступными ему средствами стремился приобщить евреев к немецкой культуре. При этом, однако, он сам стремился восполнить свои пробелы в знании Библии и древнееврейского языка.

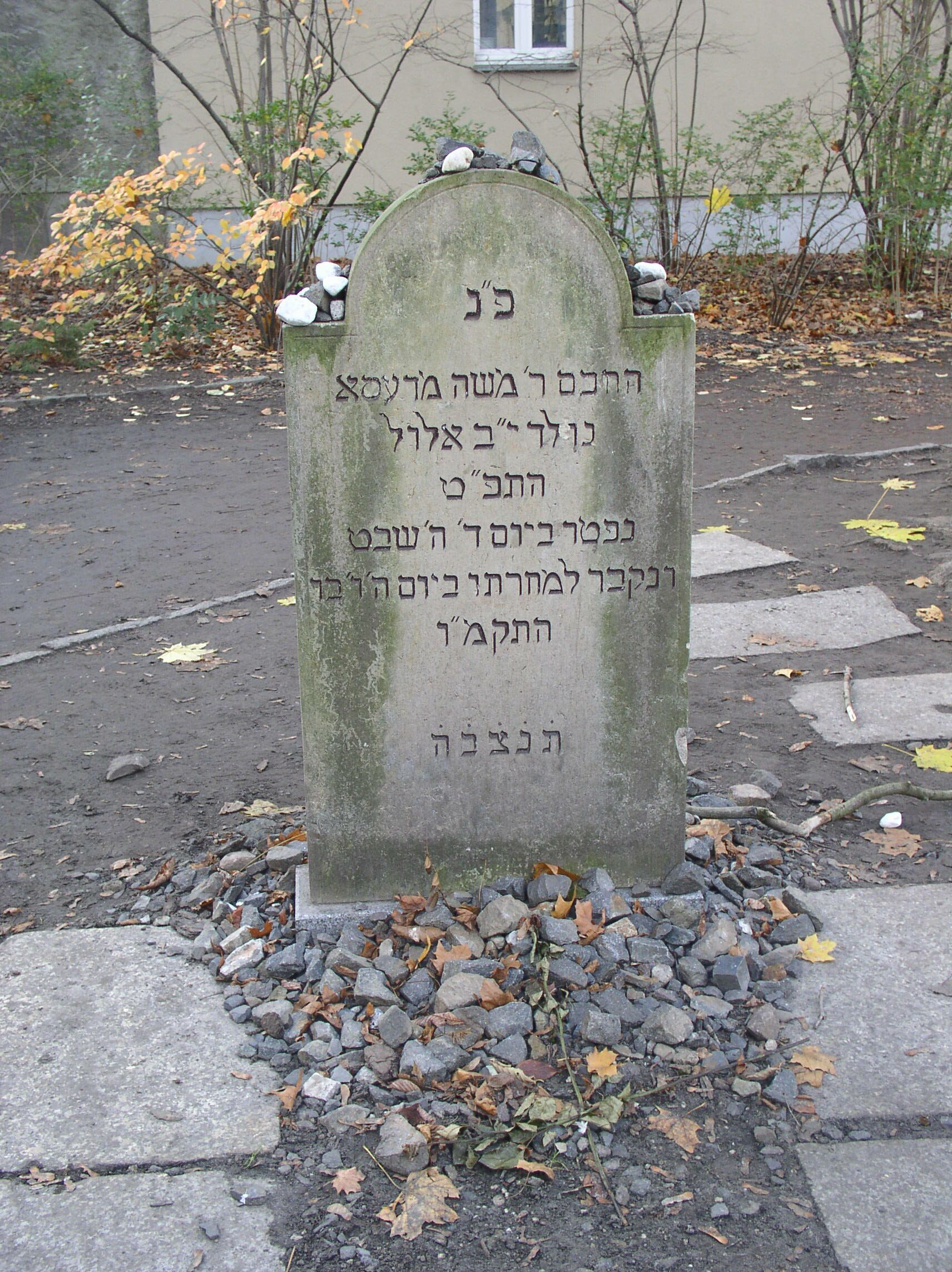
Могила Мозеса Мендельсона на Еврейском кладбище в центральном Берлине. На обратной стороне — надпись по-немецки с годами жизни и местом рождения

Мендельсон считается инициатором движения «еврейского просвещения» — Хаскала. Его выступление «Что такое просвещение?» (Was ist Aufklärung?) в 1784 инициировало дискуссию о просвещении в конце XVIII века в Германии. Он был тем, кто взломал лёд предубеждений против евреев и проложил им путь из отчуждённого мира гетто к общемировым ценностям. Когда Лессинг написал свою пьесу «Натан Мудрый», ставшую горячей проповедью веротерпимости и человечности, нетрудно было догадаться, что прототипом для Натана служил Мозес Мендельсон. Мендельсон никогда не призывал евреев к религиозной ассимиляции. Сам он всегда оставался верующим евреем, открытым, вместе с тем, веяниям современного мира и достижениям цивилизации.
Ученики Мендельсона пошли гораздо дальше него в своей готовности отказаться от еврейских традиции. К концу XVIII века деятели берлинской Хаскалы провозгласили, что соблюдение религиозных предписаний утратило смысл и человечество может объединиться на основе деизма или «естественной религии». Этим была подготовлена почва для массового отхода от иудаизма представителей высших слоев еврейства Западной и Центральной Европы.
Под конец жизни Мендельсон был втянут в полемику о взглядах покойного Лессинга. Согласно сообщению Якоби, Лессинг признался ему в своём тайном спинозизме. Взгляды Спинозы считались в то время опасным для общества атеизмом, и Мендельсон спешно написал статью «Друзьям Лессинга» и побежал с ней к издателю в исход субботы 31 декабря 1785 года, чтобы как можно раньше сдать её в печать. По свидетельству жены Фромет он так спешил, что не оделся достаточно тепло для берлинской зимы, после чего заболел. Сначала болезнь казалась не опасной, но состояние пятидесятишестилетнего Мендельсона быстро ухудшалось, и он скончался в среду 4 января 1786 в Берлине. Врач и личный друг Мендельсона Маркус Герц оставил патетическое описание смерти Мендельсона с улыбкой на устах. Современники рассматривали смерть как жертву собой во имя дружбы.

## Потомки Мендельсона

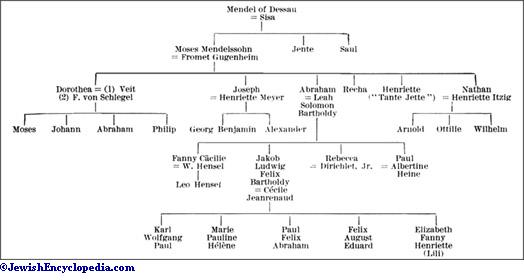
Генеалогическое древо семьи Мендельсонов

Мендельсон выдал двух дочерей замуж с помощью традиционного еврейского сватовства, в его письмах встречается описание семейной идиллии, разве что сын Иосиф бросил изучать иврит, к чему отец относился с присущей ему терпимостью. Но уже после смерти Мозеса четверо из его шести детей крестились. Наиболее известна из них: старшая дочь Брендель, известная более как Доротея Шлегель. Другая дочь — Генриетта, напоминавшая внешностью отца, держала известный литературный салон. Сын Авраам был безразличен к религии, стал воспитывать детей в духе религии окружения и крестился. Дети Авраама также были крещены, прибавив к своей фамилии окончание «Бартольди». Знаменитый композитор Феликс Мендельсон-Бартольди много занимался христианской музыкой, тем не менее, когда восстановил «Страсти по Иоанну» Баха, он воскликнул: «Для такой работы потребовался еврей!». К середине XIX века из 56 потомков Мозеса Мендельсона только четверо оставались иудеями, остальные не только ассимилировались, но и были крещены. Впрочем, даже внук Феликса Мендельсона, праправнук Мозеса, не смог стать офицером как лицо еврейского происхождения.

## Философия

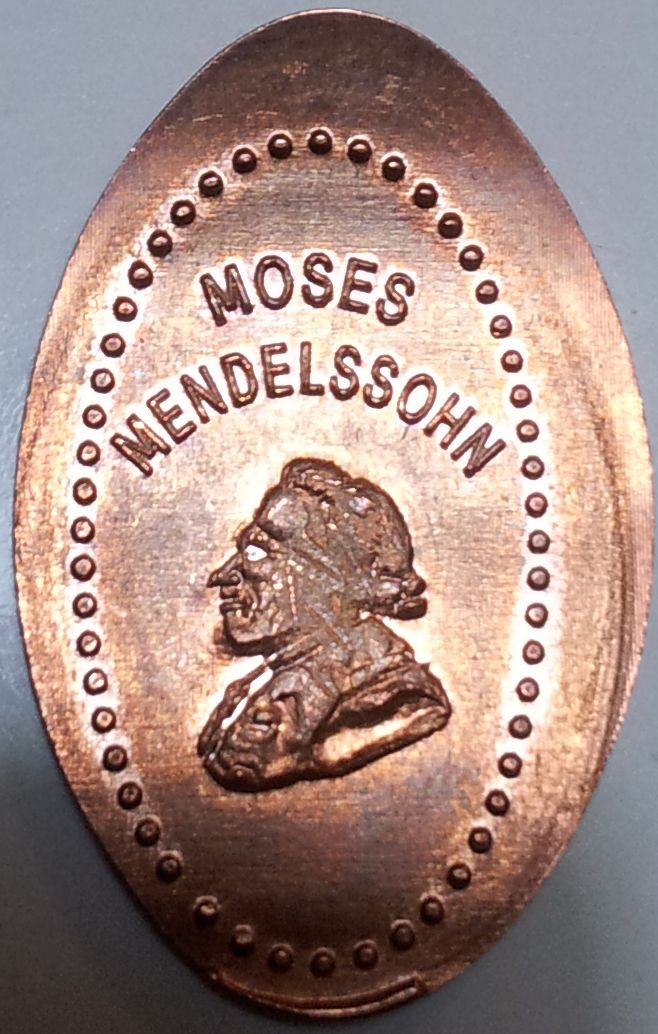
Сувенир с профилем Мендельсона, Еврейский Музей в Берлине

Мендельсон принадлежал к числу наиболее значительных популяризаторов рационалистической школы Лейбница — Вольфа. Он выступал против критики Вольтером лейбницевской «Теодицеи» — труда, в котором великий немецкий философ оправдывает Бога за существующее в мире зло и рассматривает вопросы свободы и необходимости.

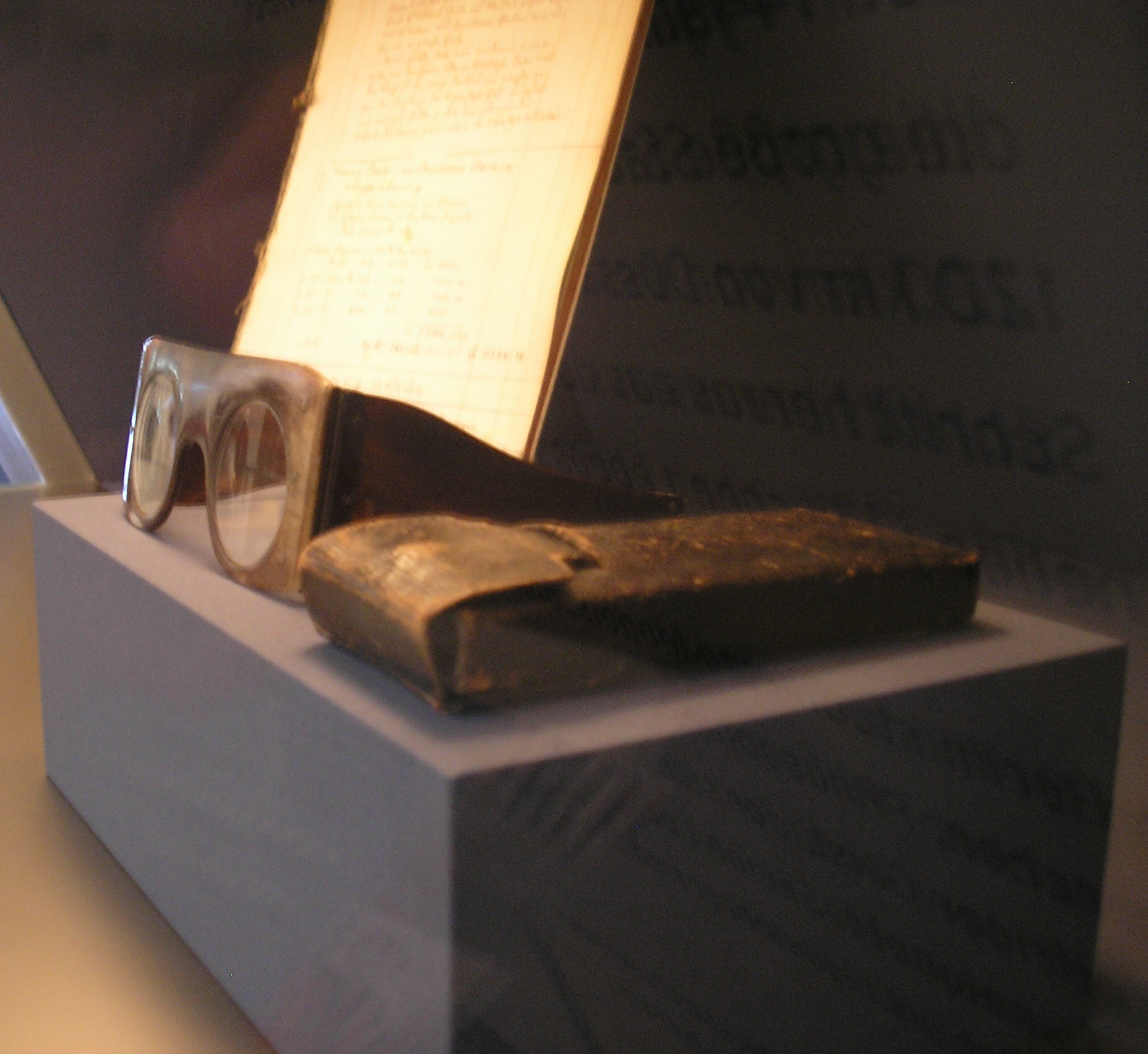
Очки Мендельсона, Еврейский музей в Берлине

Книга «Об ощущениях» (1755) явилась важным вкладом Мендельсона в философскую эстетику. В отличие от создателя термина «эстетика» Александра Баумгартена, Мендельсон рассматривал эстетику в качестве самостоятельной активности духа, сфера которой лежит между туманной областью чувств и ясной — разума. По его мнению чувственность в сфере эстетического имеет большее значение.
В книге «Философские сочинения» (тт. 1-2, 1761) Мендельсон развивает свою эстетическую теорию, обосновывая автономию эстетических суждений, подчёркивая их независимость от логических критериев или этических целей.
Книга Мендельсона «Утренние часы» вызвала в немецком обществе «спор о спинозизме Лессинга», ставший одним из важнейших событий интеллектуальной жизни эпохи. Главным оппонентом Мендельсона был немецкий философ-иррационалист Ф. Г. Якоби. Этот открытый спор, в котором приняли участие многие немецкие философы, послужил поводом к дискуссии о пантеизме (религиозно-философском учении, отождествляющем Бога с природой) Спинозы. Дискуссия способствовала росту авторитета Спинозы среди европейских философов.
Мендельсон рассматривал себя в качестве немецкого философа, а к религии относился, как к частному делу, хотя сам был ортодоксальным евреем, регулярно посещавшим синагогу. Он требовал веротерпимости и свободного выбора религиозных убеждений, предлагая разграничить сферы влияния государства и религии. В «Письме диакону Лафатеру» Мендельсон подчеркивал терпимость иудаизма, который, в отличие от христианства не занимается миссионерской деятельностью и не требует от неевреев соблюдения заповедей иудаизма, ограничиваясь только семью заповедями потомков Ноя, доступных каждому человеку в рамках естественной религии. Свои истинные взгляды о неприемлемости христианства Мендельсон согласился высказать только в ответном письме князю Брауншвейгскому, причём под условием, что письмо не будет опубликовано. В христианстве Мендельсона отталкивали главным образом догматы о Божественной природе Иисуса, представление, что не-христиане не имеют надежды на спасение, а также вера в вечные адские мучения, дьявола и духов. Отказ от всего этого, по Мендельсону, мог бы привести к созданию общей религии христиан и евреев.
Мендельсон оказал большое влияние на развитие философской мысли и гуманистических традиций XVIII века. Его эстетическая теория повлияла на формирование взглядов Гёте, Шиллера и Канта. «Лаокоон» Лессинга (1766) также многим обязан влиянию Мендельсона.

## Сочинения
В 1755 году Лессинг издал первую значительную работу Мендельсона на немецком языке «Философские разговоры» (Philosophische Gespräche), сразу же составившую ему репутацию философа. В книге утверждалось, что учение Лейбница о предустановленной гармонии, в сущности, принадлежит Спинозе.
В том же году появилась книга по эстетике «Письма об ощущениях» (Briefe über die Empfindungen).
В статье «Поп-метафизик» (Pope ein Metaphysiker, 1755), написанной вместе с Лессингом и изданной сначала анонимно в 1755 году, оба философа защищали теодицею (стремление согласовать наличие мирового зла с идеей благого и разумного Бога) великого немецкого философа Лейбница от нападок английского поэта Александра Попа.
В 1763 году Мендельсон был награждён Прусской академией искусств за лучшую разработку философской темы в эссе «Об очевидности в метафизических науках» (Abhandlung über die Evidenz in der metaphysischen Wissenschaften, опубликовано в 1764), представленном на конкурс, в котором участвовали многие известные философы той поры, в том числе и Кант.
В 1767 году Мендельсон опубликовал свою наиболее известную работу — «Федон, или О бессмертии души» (Phädon, oder über die Unsterblichkeit der Seele, 1767), в которой рассуждал о человеке в его соотношении с Богом и предложил доказательство бессмертия человеческой души. Со всех сторон он получал восторженные отклики, его хвалили за прозрачность и ясность мысли, формы и стиля. Первое издание целиком разошлось за четыре месяца, и переиздавалось при жизни Мендельсона ещё десять раз. Книга была переведена на голландский, английский, французский, датский, русский и иврит.
В 1778-79 гг. Мендельсон перевёл на немецкий язык (еврейскими буквами) Пятикнижие Моисея и издал их со своими комментариями на иврите под названием «Нетивот ха-шалом» («Тропы мира», 1780-83). Мендельсон также отредактировал и снабдил примечаниями комментарии к другим книгам Библии. Напечатанные еврейским шрифтом, эти переводы были доступны и для тех евреев, которые не умели читать по-немецки. Переводы Мендельсона заложили фундамент просвещения среди евреев Германии. Евреи Восточной Европы, читавшие только на идише, получили через религиозные тексты доступ к немецкому литературному языку. С целью изучения немецкого языка перевод Мендельсона был переиздан в 1836-38 гг. в Варшаве и в 1848-53 гг. в Вильне. С другой стороны, переводы Мендельсона послужили делу обновления древнееврейского языка, дали новый толчок к развитию письменной традиции евреев и имели большое значение для развития литературы на иврите и культурного возрождения евреев Европы. Мендельсон перевёл на немецкий язык также Псалтирь, Песнь Песней и одну из «Синоид» Иехуды Галеви. Переводы Библии вызвали сильное недовольство ортодоксальных раввинов. Пятикнижие, изданное Мендельсоном, публично сжигали евреи в Позене и Лиссе. Мендельсону лишь с трудом удалось избежать херема, помогла и помощь властей. В то же время, главный раввин Берлина Цви Хирш Левин (1721—1800) попросил Мендельсона перевести на немецкий язык некоторые разделы еврейского религиозного законодательства («Ритуальные законы евреев», 1778).
В 1783 году Н. Г. Вессели издал труд, призывающий к реформе еврейского образования. Вессели оказался под атакой со стороны раввинистического истеблишмента, что поставило в трудное положение Мендельсона, выступавшего за свободу личности от принуждения. Сам Мендельсон тоже был на подозрении у раввинов, подозрения усилились, когда Мендельсон встал на защиту Вессели. Мендельсон также подвергся критике некоторых христианских писателей, которые усмотрели в терпимости Мендельсона отход от традиционного иудаизма. В результате Мендельсон изложил свои взгляды в капитальном труд «Иерусалим, или О религиозной власти и иудаизме» (Jerusalem, oder über religiöse Macht und Judentum, 1783), в котором он излагал свои взгляды на государство и религию, христианство и иудаизм. По его убеждению, девизом государства должна быть веротерпимость, свобода совести и мысли, а различие веры не должно служить препятствием к использованию гражданских прав. Церковь же не должна пользоваться иной властью, кроме убеждения.
Мендельсон утверждает, что христианство — религия веры, в то время как иудаизм — религия дела. Христианство, в отличие от иудаизма, придаёт догмату исключительное, абсолютное значение. Тора не приказывает верить в те или иные догмы, а приказывает исполнять законы, цель которых упорядочить и облагородить жизнь. Будучи одновременно убеждённым рационалистом и глубоко верующим человеком, Мендельсон доказывал, что в еврейской религии нет противоречия между разумом и верой. В то же время он отстаивал необходимость сохранения обрядового культа. Своим современникам, выбирающим между религией и общественной жизнью, он советовал: «Носите на себе, насколько можете, бремя обеих обязанностей — таков суровый приговор истории».
В книге также отрицалось религиозное принуждение и внутри иудаизма, причём Мендельсону пришлось объяснить, что наказания, предписанные Торой, не должны применяться после разрушения Храма.
Появление книги Мендельсона приветствовали наиболее выдающиеся умы того времени. Мирабо признал, что она «достойна быть переведённой на все языки», а Кант писал Мендельсону, что считает его книгу «провозвестницей великих реформ не только для еврейской нации, но и для других народов».
Среди других работ философа — «О принципах изящных искусств и наук» (Betrachtungen über die Quellen und die Verbindungen der schönen Künste und Wissenschaften, 1757); «О возвышенном и наивном в изящных науках» (Über das Erhabene und Naive in den schönen Wissenschaften, 1758).
В 1783 году появилась статья Мендельсона «Что такое Просвещение?», причём позже в том же году появилась работа Канта с таким же названием.
В 1785 году Мендельсон опубликовал книгу, «Утренние часы, или лекции о существовании Бога» (Morgenstunden, oder Vorlesungen über das Dasein Gottes, 1785), посвящённую морально-теологическому доказательству бытия Бога и ставшую его философским завещанием. В ней он развивает идеи Спинозы, однако в противоположность ему, Мендельсон утверждает, что наряду с имманентным существованием мира в Боге, необходимо признать и существование мира вне Бога, хотя и в зависимости от Него. Тем самым и пантеист должен будет признать акт творения. Такова была, согласно Мендельсону, позиция Лессинга.

## Галаха
Мендельсон относительно мало писал о Галахе (еврейском законодательстве). В 1761 году Мендельсон, которому было тогда 32 года, пытался получить рукоположение в раввины (ивр. סמיכה‎)
у раввина Йонатана Эйбешюца, но тот ограничился рекомендательным письмом, написанным в восторженном стиле. Причиной отказа явилось, видимо, то, что Мендельсон писал философские сочинения на немецком языке, что было необычно.
Хатам Софер цитирует Мендельсона под аббревиатурой РАМАД в связи с решением герцога Мекленбургского в 1772 году вести обязательную отсрочку похорон до третьего дня после смерти. Мендельсон одобрил эту меру против похорон живого человека. Хатам Софер высказался за традиционно быстрые похороны.

### На русском языке
- Моисей Мендельсон. Рассуждение о духовном свойстве души человеческой. СПб., 1806.
- Моисей Мендельсон. Федон, или о бессмертии души в трёх разговорах. СПб., 1811. Ч. 1—2.
- Моисей Мендельсон. О вопросе «Что значит просвещать?» (Перевод и вступительная статья М. Р. Демина)// «Философский век». Альманах. Вып. 27. «Энциклопедия как форма универсального знания: от эпохи Просвещения к эпохе Интернета»/ Отв. редакторы Т. В. Артемьева, М. И. Микешин. — СПб.: Санкт-Петербургский Центр истории идей, 2004.